# Фінікс (Вірджинія)
Фінікс (англ. Phenix) — місто (англ. town) в США, в окрузі Шарлотт штату Вірджинія. Населення — 232 особи (2020).

## Географія
Фінікс розташований за координатами 37°4′52″ пн. ш. 78°44′55″ зх. д. / 37.08111° пн. ш. 78.74861° зх. д. (37.081059, -78.748500).  За даними Бюро перепису населення США в 2010 році місто мало площу 2,99 км², уся площа — суходіл.

## Демографія
Згідно з переписом 2010 року, у місті мешкало 226 осіб у 101 домогосподарстві у складі 64 родин. Густота населення становила 76 осіб/км².  Було 117 помешкань (39/км²).
Расовий склад населення:
| - 92,0 % — білих - 6,2 % — чорних або афроамериканців |

До двох чи більше рас належало 0,9 %. Частка іспаномовних становила 0,0 % від усіх жителів.
За віковим діапазоном населення розподілялося таким чином: 20,4 % — особи молодші 18 років, 57,5 % — особи у віці 18—64 років, 22,1 % — особи у віці 65 років та старші. Медіана віку мешканця становила 47,7 року. На 100 осіб жіночої статі у місті припадало 107,3 чоловіків;  на 100 жінок у віці від 18 років та старших — 91,5 чоловіків також старших 18 років.
Середній дохід на одне домашнє господарство  становив 41 734 долари США (медіана — 31 250), а середній дохід на одну сім'ю — 52 232 долари (медіана — 43 438). За межею бідності перебувало 14,7 % осіб, у тому числі 14,4 % дітей у віці до 18 років та 29,4 % осіб у віці 65 років та старших.
Цивільне працевлаштоване населення становило 116 осіб. Основні галузі зайнятості: освіта, охорона здоров'я та соціальна допомога — 40,5 %, будівництво — 12,9 %, публічна адміністрація — 11,2 %, роздрібна торгівля — 9,5 %.